# Patinage de vitesse sur piste courte aux Jeux olympiques de 2002
Vous lisez un « bon article » labellisé en 2018.
Pour des articles plus généraux, voir Patinage de vitesse sur piste courte aux Jeux olympiques et Jeux olympiques d'hiver de 2002.
Navigation
Nagano 1998 Turin 2006
Les épreuves de patinage de vitesse sur piste courte aux Jeux olympiques de 2002 ont lieu du 13 au 23 février 2002 au Salt Lake Ice Center de Salt Lake City, aux États-Unis.
Il s'agit de la quatrième édition de la discipline aux Jeux olympiques. Elle accueille 111 participants de 26 pays sur huit épreuves : le 500 mètres, le 1 000 mètres et le relais (3 000 mètres pour les femmes, 5 000 mètres pour les hommes), ainsi que le 1 500 mètres individuel, ajouté au programme pour la première fois.
Chez les femmes, la compétition est dominée par Yang Yang (A), qui obtient trois médailles dont deux d'or sur un total de quatre distances. Du côté des hommes, le grand vainqueur est Marc Gagnon, avec le même palmarès que Yang. Les pays les plus médaillés sont en conséquence la Chine (7 médailles dont 2 d'or), le Canada (4 médailles dont 2 d'or), et la Corée du Sud (6 médailles dont une d'or).
La finale hommes du 1 000 mètres entre dans l'histoire du short-track avec la victoire inattendue de Steven Bradbury, qui a profité de la chute de tous ses concurrents dans le dernier virage. La finale du 1 500 mètres, quant à elle, cause un scandale en Corée du Sud alors que le juge James Hewish est accusé d'avoir disqualifié Kim Dong-sung à tort.

## Préparation de l'événement

### Désignation du pays hôte

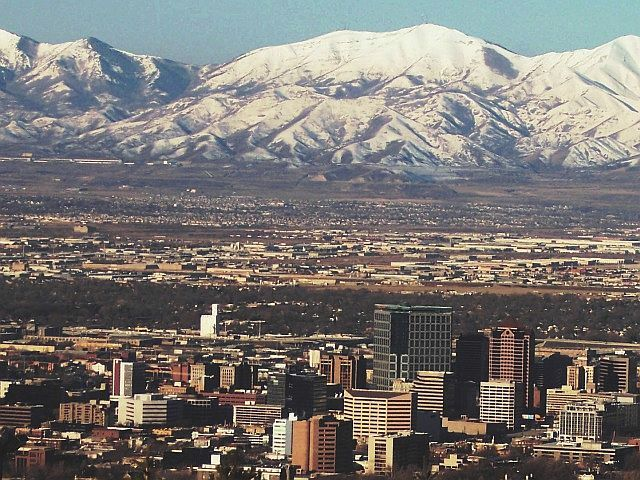
La ville de Salt Lake City et les monts Oquirrh en fond.

L'idée d'une candidature de Salt Lake City pour accueillir les Jeux olympiques d'hiver apparaît pour la première fois pour les Jeux de 1972. Lors de la campagne suivante, pour l'attribution des Jeux de 1976, le Comité olympique américain (USOC) choisit finalement Denver pour défendre les chances américaines. Le Comité olympique américain se tourne alors vers Salt Lake City pour conserver l'organisation des Jeux, mais le CIO attribue finalement l'édition 1976 à la ville autrichienne d'Innsbruck,.
Alors que Salt Lake City se met à nouveau sur les rangs pour les éditions 1992 et 1994, le Comité olympique américain choisit à chaque fois la ville d'Anchorage en Alaska pour représenter les chances du pays, sans succès. Pour les Jeux d'hiver de 1998, Salt Lake City est à nouveau candidate, mais s'incline au 5e tour du scrutin face à la ville de Nagano, qui recueille quarante-six voix, contre quarante-deux pour Salt Lake City.
Salt Lake City est à nouveau candidate pour défendre les chances américaines en vue des Jeux d'hiver de 2002. Trois autres villes sont candidates : Östersund pour la Suède, Sion pour la Suisse et Québec pour le Canada. Le 16 juin 1995, à l'occasion de la 104e session du Comité international olympique (CIO), un seul tour de scrutin est nécessaire pour désigner Salt Lake City, qui recueille la majorité absolue avec cinquante-quatre voix.

### Lieu de la compétition

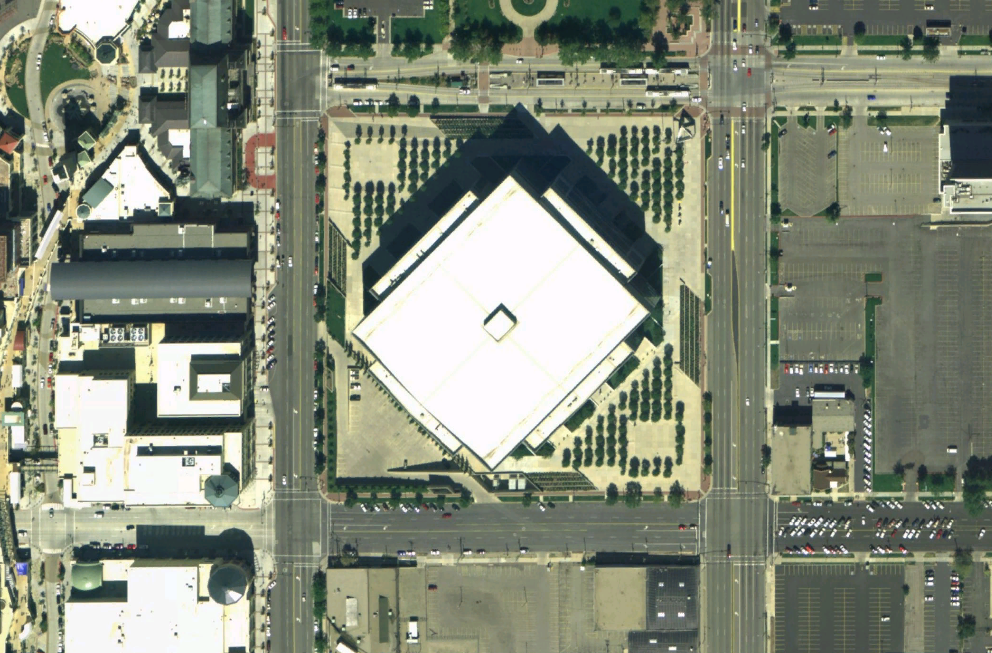
Vue par satellite de la patinoire.

Le Delta Center de Salt Lake City est un gymnase financé par Delta Air Lines et l'homme d'affaires américain Larry Miller. Il est inauguré le 4 octobre 1991 et accueille en particulier l'équipe de basket-ball Jazz de l'Utah. Il a une capacité de 12 616 places. Le Delta Center est renommé Salt Lake Ice Center pour la durée des Jeux afin de taire le nom du sponsor du lieu, comme exigé par le règlement du CIO. La capacité de la patinoire passe à 15 600 places.
Les patineurs s'entraînent à la patinoire Steiner de Salt Lake City en dehors des courses. Les calculs de temps, l'arbitrage vidéo et la photo-finish sont assurés par l'entreprise WIGE MIC en partenariat avec FinishLynx. L'équipement consiste en un faisceau laser au sol, dont le signal est coupé au passage d'une lame de patineur. Une caméra sert de système de secours en cas de défaillance du système laser et deux autres caméras servent à l'arbitrage vidéo.

### Officiels et règlement
Deux nouvelles épreuves sont ajoutées au programme olympique : il s'agit du 1 500 mètres masculin et féminin. Ainsi, à partir de 2002, les épreuves sont les mêmes aux compétitions internationales de l'Union internationale de patinage (International Skating Union) (championnats du monde et coupes du monde) et aux Jeux olympiques.
La compétition mobilise 47 bénévoles du département des sports du comité d'organisation des Jeux. Elle inclut deux types de test antidopage : le test urinaire, étendu à toutes les disciplines, qui contrôle les quatre premiers de chaque distance ainsi qu'une ou deux personnes au hasard sur chaque distance, et le test sanguin réservé aux épreuves d'endurance et visant à identifier la prise d'EPO.
- Chang Myong-hi, référent technique
- John Hall, référent technique
- Gérard Matusalem, juge-arbitre des épreuves féminines
- Michel Verreault, juge assistant des épreuves féminines
- Janos Hernadi, juge assistant des épreuves féminines
- Pyun Hae-gang, juge assistant des épreuves féminines
- Per-Olof Persson, juge assistant des épreuves féminines
- Fred Benjamin, starter des épreuves féminines
- James Hewish, juge-arbitre des épreuves masculines
- Stein Andersen, juge assistant des épreuves masculines
- Bian Weihua, juge assistant des épreuves masculines
- Joseph New, juge assistant des épreuves masculines
- James Chapin, juge assistant des épreuves masculines
- Jan Bergmans, starter des épreuves féminines
- Odd Lausen, competitor steward
- Elayne Riley, competitor steward

## Participants
|                    | Femmes | Hommes | Total |
| ------------------ | ------ | ------ | ----- |
| Allemagne          | 5      | 3      | 8     |
| Australie          |        | 5      | 5     |
| Belgique           |        | 4      | 4     |
| Biélorussie        | 1      |        | 1     |
| Bulgarie           | 5      | 3      | 8     |
| Canada             | 5      | 5      | 10    |
| Chine              | 6      | 5      | 11    |
| Corée du Sud       | 5      | 5      | 10    |
| États-Unis         | 5      | 5      | 10    |
| France             | 1      | 3      | 4     |
| Grande-Bretagne    | 2      | 3      | 5     |
| Hong Kong          | 2      |        | 2     |
| Hongrie            | 3      | 3      | 6     |
| Israël             | 1      |        | 1     |
| Italie             | 5      | 5      | 10    |
| Japon              | 5      | 5      | 10    |
| Mongolie           |        | 2      | 2     |
| Nouvelle-Zélande   |        | 1      | 1     |
| Pays-Bas           |        | 1      | 1     |
| Pologne            |        | 1      | 1     |
| République tchèque | 1      |        | 1     |
| Roumanie           | 1      |        | 1     |
| Russie             | 2      |        | 2     |
| Slovaquie          |        | 1      | 1     |
| Suède              |        | 1      | 1     |
| Ukraine            |        | 1      | 1     |

## Déroulement de la compétition

### Programme
|                                      |                                      | 8 | 9 | 10 | 11 | 12 | 13 | 14 | 15 | 16 | 17 | 18 | 19 | 20 | 21 | 22 | 23 | 24 |
| Février 2002                         |                                      |   |   |    |    |    |    |    |    |    |    |    |    |    |    |    |    |    |
| Cérémonies d'ouverture et de clôture | Cérémonies d'ouverture et de clôture | • |   |    |    |    |    |    |    |    |    |    |    |    |    |    |    | •  |
|                                      |                                      |   |   |    |    |    |    |    |    |    |    |    |    |    |    |    |    |    |
| Hommes                               |                                      |   |   |    |    |    |    |    |    |    |    |    |    |    |    |    |    |    |
| 500 m                                |                                      |   |   |    |    |    |    |    |    |    |    |    |    |    |    | o  |    |    |
| 1 000 m                              |                                      |   |   |    |    | o  |    |    | o  |    |    |    |    |    |    |    |    |    |
| 1 500 m                              |                                      |   |   |    |    |    |    |    |    |    |    |    | o  |    |    |    |    |    |
| Relais 5 000 m                       |                                      |   |   |    |    | o  |    |    |    |    |    |    |    |    |    | o  |    |    |
|                                      |                                      |   |   |    |    |    |    |    |    |    |    |    |    |    |    |    |    |    |
| Femmes                               |                                      |   |   |    |    |    |    |    |    |    |    |    |    |    |    |    |    |    |
| 500 m                                |                                      |   |   |    |    |    |    |    | o  |    |    |    |    |    |    |    |    |    |
| 1 000 m                              |                                      |   |   |    |    |    |    |    |    |    |    |    | o  |    |    | o  |    |    |
| 1 500 m                              |                                      |   |   |    |    | o  |    |    |    |    |    |    |    |    |    |    |    |    |
| Relais 3 000 m                       |                                      |   |   |    |    |    |    |    | o  |    |    |    | o  |    |    |    |    |    |
|                                      |                                      |   |   |    |    |    |    |    |    |    |    |    |    |    |    |    |    |    |

### Cérémonie d'ouverture
Les porteurs du drapeau olympique sont Simon van Vossel pour la Belgique, Cordia Po Yee Tsoi pour Hong Kong et Amy Peterson pour les États-Unis.

### Compétition féminine

#### 500 mètres

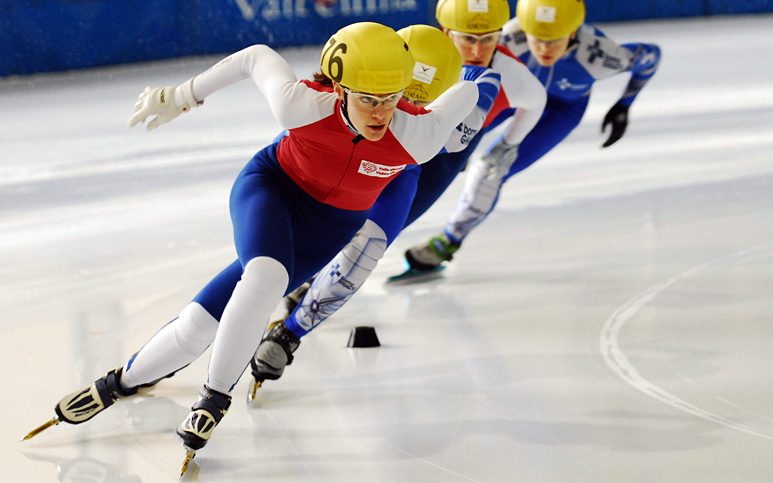
L'Italienne Mara Zini en 2007.

Dans la première course de qualifications, Yang Yang (A), six fois championne du monde d'affilée et favorite de la compétition, passe en quarts de finale avec Marina Georgieva-Nikolova, qui représente la Bulgarie. Joo Min-jin se qualifie ensuite avec Yvonne Kunze. Dans la troisième course, Wang Chunlu bat le record olympique avec un temps de 44 s 723 ; le record était détenu depuis les Jeux olympiques de 1998 par Isabelle Charest, qui termine la course juste derrière Wang. Dans la course suivante, Marta Capurso s'assure une place en quarts de finale avec l'Israélienne Olga Danilov, puis c'est au tour d'Alanna Kraus et Evgenia Radanova. Viennent ensuite Chikage Tanaka, Amy Peterson, Sarah Lindsay et Mara Zini, qui est la cousine de sa coéquipière Katia Zini. Dans la dernière course, Choi Eun-kyung se qualifie devant Caroline Hallisey.
Dans le premier quart de finale, Wang Chunlu prend la tête de sa course et passe en demi-finales avec Caroline Hallisey. Yang Yang (A) se qualifie ensuite avec Joo Min-jin et les prochaines sont Evgenia Radanova et Alanna Kraus. Dans la dernière course, Chikage Tanaka est disqualifiée pour une faute sur Isabelle Charest, qui est avancée en demi-finale ; les deux premières de cette course sont Choi Eun-kyung et Mara Zini. Dans sa course, Amy Peterson arrive troisième, les mains sur les cuisses ; elle met un terme à sa carrière après cette performance loin de ses attentes.
À 20 h 20 le même jour, Yang Yang (A) fait tomber le record olympique obtenu par Wang deux heures plus tôt avec un temps de 44 s 118. Charest passe en deuxième position. Dans la deuxième demi-finale, Radanova remporte sa course devant Wang. Le « meilleur troisième temps » des demi-finales revient à Caroline Hallisey, qui court son 500 mètres quatre dixièmes de seconde plus rapidement qu'Alanna Kraus : c'est elle qui décroche la cinquième et dernière place en finale A.
En finale, Yang Yang (A) démarre en tête de peloton, et ne se laisse jamais dépasser par ses adversaires. Le 16 février 2002 à 21 h, Yang Yang (A) gagne la première médaille d'or de l'histoire de la Chine aux Jeux olympiques d'hiver. Evgenia Radanova, toujours tenante du record du monde de la distance, ramène l'argent à la Bulgarie, tandis que la Chinoise Wang Chunlu complète le podium. Viennent ensuite Isabelle Charest et Caroline Hallisey,.

#### 1 000 mètres

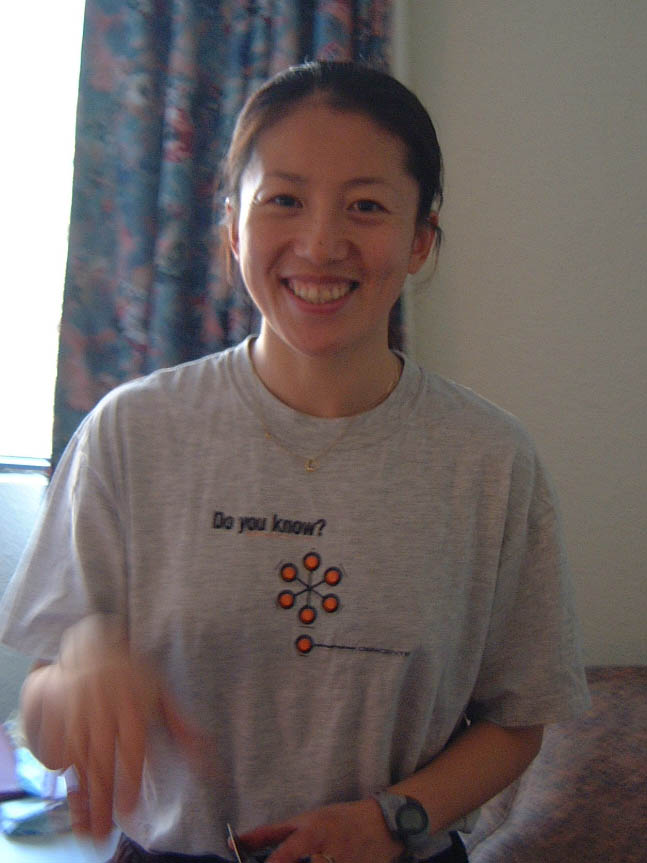
Yang Yang (A), titrée deux fois, médaillée trois fois, finaliste quatre fois sur quatre.

Le 20 février, Yang Yang (S) ouvre la marche du 1 000 mètres olympique en se qualifiant pour les quarts de finale devant la Canadienne Marie-Ève Drolet. C'est ensuite au tour d'Evgenia Radanova de passer devant Christin Priebst, puis Joanna Williams se qualifie, devançant de sept secondes la Russe Nina Yevteyeva, victime d'une chute mais relevée plus vite que les deux autres compétitrices tombées pendant la course. Choi Eun-kyung se qualifie ensuite avec Caroline Hallisey, tandis que Katia Zini est disqualifiée pour faute. Yang Yang (A) et Stéphanie Bouvier garantissent ensuite leur place en quart de finale, puis c'est le cas de Ko Gi-hyun et Sarah Lindsay, de Grande-Bretagne. Viennent enfin Alanna Kraus, Mara Zini, Chikage Tanaka et Yvonne Kunze.
Yang Yang (A) est titulaire du record du monde depuis dix-sept jours et du record olympique de la distance depuis quatre ans. En quarts de finale, elle rafraîchit son record olympique avec un nouveau temps de 1 min 31 s 235, devant Ko Gi-hyun. Alanna Kraus et Evgenia Radanova passent en demi-finale à quelques centièmes de secondes à peine de Sarah Lindsay, en troisième place et donc éliminée de la compétition. Choi Eun-kyung passe ensuite en demi-finale avec Chikage Tanaka, avec une avance confortable d'une demi-seconde sur Stéphanie Bouvier qui échoue en troisième place. Enfin, Yang Yang (S) passe en demi-finales avec Marie-Ève Drolet.
Dans la première demi-finale, Marie-Ève Drolet remporte la course devant Yang Yang (A), tandis que Yang Yang (S) s'assure une place dans la deuxième course avec Ko Gi-hyun. Alanna Kraus, Evgenia Radanova, Choi Eun-kyung et Chikage Tanaka sont reléguées à la finale B.
C'est finalement Yang Yang (A) qui remportera le 1 000 mètres pour sa deuxième médaille d'or en deux distances consécutives. Ko Gi-hyun prend l'argent et le bronze revient à la compatriote et homonyme de la gagnante, Yang Yang (S). Marie-Ève Drolet, quant à elle, échoue à atteindre le podium. La victoire de Yang Yang (A) marque un nouveau record : c'est la première fois qu'une patineuse ou un patineur sur piste courte gagne deux distances individuelles au cours des mêmes Jeux olympiques.

#### 1 500 mètres
Au 1 500 mètres, le système de qualification est différent de celui des autres distances : en effet, plutôt que les deux premières de chaque distance, ce sont les trois premières qui passent des séries éliminatoires à la demi-finale, puis les deux premières de chacune des trois demi-finales qui passent en finale A, tandis que la troisième et la quatrième de chaque course passe en finale B et que la cinquième et la sixième sont éliminées de la compétition.
Yang Yang (S) remporte la première série éliminatoire avec le temps le plus rapide de la manche, fixant le tout premier record olympique à 2 min 26 s 943. Viennent ensuite Alanna Kraus et Amy Peterson. Ko Gi-hyun est la prochaine à gagner sa course devant Mara Zini et Christin Priebst. Elles sont suivies d'Evgenia Radanova, Nina Evteeva et Katerina Novotna, alors qu'Erin Porter est disqualifiée pour avoir fait tomber Yuka Kamino, qui ne passe pas en demi-finale. La prochaine qualifiée est Choi Eun-kyung, suivie de Yang Yang (A) et Marie-Ève Drolet. Viennent enfin Chikage Tanaka, Stéphanie Bouvier et Olga Danilov.
Ko Gi-hyun remporte la première demi-finale devant Evgenia Radanova, alors que Stéphanie Bouvier et Christin Priebst terminent en finale B. Dans la deuxième course, Choi Eun-kyung bat le record du monde, vieux de trois ans, avec un temps de 2 min 21 s 069, une demi-seconde devant Yang Yang (A) qui frôle la finale B mais ravit sa place en finale à Drolet, qui rejoint Chikage Tanaka en finale B. Yang Yang (S), enfin, se qualifie pour la finale A avec Alanna Kraus, envoyant Nina Evteeva et Mara Zini en finale B.
En finale de la compétition, Yang Yang (S) fait tomber Alanna Kraus et est disqualifiée. Les quatre premières arrivées, dans l'ordre, sont Ko Gi-hyun, Choi Eun-kyung, Evgenia Radanova et Yang Yang (A).

#### Relais
Huit équipes de quatre patineuses disputent le relais féminin. Dans la première demi-finale, les Chinoises (les deux Yang Yang, Sun Dandan et Wang Chunlu) arrivent en première position avec une grosse avance de deux secondes sur leurs adversaires japonaises (Chikage Tanaka, Yuka Kamino, Ikue Teshigawara et Nobuko Yamada). Les Italiennes et les Allemandes sont éliminées. Dans la deuxième demi-finale, les patineuses coréennes (Choi Eun-kyung, Choi Min-kyung, Park Hye-won et Joo Min-jin) fixent un nouveau record olympique à 4 min 14 s 977, loin devant les Canadiennes (Isabelle Charest, Alanna Kraus, Tania Vicent et Marie-Ève Drolet), éliminant les Bulgares et les Américaines : les deux équipes ont chuté,.
En finale, les patineuses coréennes remportent le titre avec un nouveau record du monde de 4 min 12 s 793, une demi-seconde devant la Chine et presque exactement trois secondes avant que les Canadiennes, dont la patineuse Amélie Goulet-Nadon a pris la place de Tania Vicent, franchissent la ligne d'arrivée en troisième position. Elles laissent les Japonaises, dont la patineuse Nobuko Yamada est remplacée par Atsuko Takata, au pied du podium.

### Compétition masculine

#### 500 mètres
En qualifications du 500 mètres masculin, le premier à gagner une course est le Chinois Li Jiajun, devant l'Allemand Arian Nachbar. Le Belge Simon van Vossel passe ensuite en quarts de finale avec l'Américain Apolo Anton Ohno, tandis que le tenant du record olympique Takafumi Nishitani s'assure une place avec Marc Gagnon. C'est ensuite au tour de Kim Dong-sung et Rusty Smith. Dans la cinquième course, l'Italien Fabio Carta se qualifie devant le Français Bruno Loscos. Viennent ensuite Feng Kai et Wim de Deyne. Dans l'avant-dernière course, Jonathan Guilmette fixe un nouveau record olympique en 42 s 326, devant le Japonais Satoru Terao. Dans la dernière course, Lee Sung-jae est disqualifié pour une faute sur Ludovic Mathieu, qui est avancé en quarts de finale aux côtés de Nicola Franceschina et Steven Bradbury.
Dans le premier quart de finale de la distance, Jonathan Guilmette se qualifie devant Apolo Anton Ohno. Dans la deuxième course, Rusty Smith l'emporte devant Marc Gagnon alors que Nicola Franceschina est disqualifié pour faute. Kim Dong-sung fixe un nouveau record olympique en 41 s 806 et se qualifie en demi-finale avec Wim de Deyne, tandis que Li Jiajun et Bruno Loscos tombent tous les deux. Dans la dernière course, Simon van Vossel est disqualifié pour avoir fait tomber Ludovic Mathieu, qui n'est pas repêché par les juges : les qualifiés sont Satoru Terao et Feng Kai.
Rusty Smith remporte la première demi-finale devant Marc Gagnon, tandis que Kim Dong-sung et Wim de Deyne passent en finale B. Dans la deuxième demi-finale, Apolo Anton Ohno est disqualifié pour faute sur Satoru Terao, qui est avancé en finale A avec Jonathan Guilmette et Feng Kai. Il n'y a donc que Kim et de Deyne en finale B, et Kim gagne avec une avance confortable sur le Belge.
En finale A, Marc Gagnon remporte la course avec un record olympique de 41 s 802, juste devant son coéquipier Jonathan Guilmette. L'Américain Rusty Smith prend le bronze pour un podium entièrement composé de patineurs d'Amérique du Nord.

#### 1 000 mètres

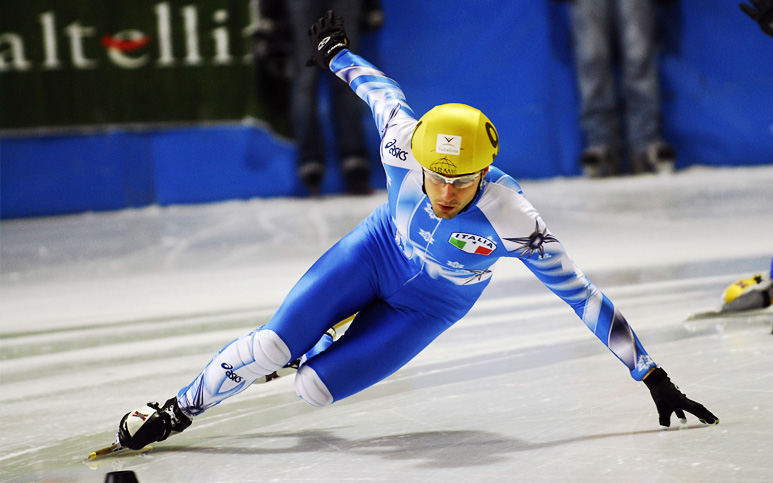
L'Italien Nicola Rodigari en 2006.

Wim de Deyne remporte la première série du 1 000 mètres devant Satoru Terao. Steven Bradbury commet d'abord un faux départ, puis gagne sa série après un nouveau départ, devant Nicola Rodigari. Grégory Durand et Volodymyr Hryhoryev sont tous deux disqualifiées dans la troisième course, laissant la place à Feng Kai et Mark McNee, d'Australie. Dans la quatrième course, le Suédois Martin Johansson est disqualifié tandis que Naoya Tamura et Leon Flack passent au tour suivant. Fabio Carta et Marc Gagnon se qualifient tous les deux, suivis de Kim Dong-sung et Apolo Anton Ohno. Rusty Smith marque alors un nouveau record olympique en 1 min 28 s 183, suivi par Mathieu Turcotte. Viennent enfin Ahn Hyun-Soo et Li Jiajun.
En quart de finale, Fabio Carta se qualifie en premier avec Satoru Terao. Dans la deuxième course, les favoris sont Apolo Anton Ohno et Marc Gagnon. Or, Marc Gagnon gêne Naoya Tamura, qui cède la troisième place à Steven Bradbury, et est disqualifié pour sa faute. Ainsi, tandis que Ohno se qualifie sans surprise, Bradbury passe en demi-finale de façon inattendue, arrivant en deuxième position et battant Gagnon pour la première fois depuis plusieurs années. Pas de surprise dans la troisième course, sauf le record olympique de Mathieu Turcotte en 1 min 27 s 185 devant Ahn Hyun-soo. Enfin, Kim Dong-sung passe en demi-finale avec Li Jiajun.
En première demi-finale, sur un départ à cinq, Li Jiajun, Mathieu Turcotte et Kim Dong-sung tombent tous les trois. Satoru Terao finit premier devant Steven Bradbury, mais est disqualifié pour avoir causé une de ces chutes : Bradbury et Jiajun passent en finale A du 1 000 mètres masculin. Bradbury, alors 35e du classement mondial de la distance, témoignera plus tard avoir fait exprès de se tenir en retrait du peloton en demi-finale et en finale pour profiter d'une éventuelle chute sans prendre de risques, une stratégie qui porte ses fruits.
Le scénario se répète lors de la finale : Steven Bradbury est en dernière position, plus en retrait que s'il patinait à pleine vitesse, mais ses adversaires chutent juste avant la ligne d'arrivée alors que Li Jiajun et Apolo Ohno se téléscopent sur Ahn Hyun-soo en essayant de prendre la première position de la course. Ahn tombe, emportant Ohno et Mathieu Turcotte dans sa chute, Li Jiajun finissant au sol lui aussi. Le patineur australien gagne le titre olympique et apporte à son pays, et à l'hémisphère Sud, la première médaille d'or de son histoire aux Jeux d'hiver. Après délibération des officiels, la course n'est pas annulée et le titre de Bradbury est confirmé. Bradbury lui-même affirme en être surpris, bien qu'il estime avoir mérité sa médaille « pas pour cette minute de course, mais pour les dix ans de travail qui y ont mené ». Apolo Anton Ohno prend l'argent et Mathieu Turcotte le bronze, tandis que Ahn Hyun-soo finit quatrième et que Li Jiajun est disqualifié,. Mathieu Turcotte se dit ravi du résultat de la course, rappelant que sans la chute, il n'est pas non plus en position de recevoir une médaille. À la cérémonie des médailles, Ohno est emmené jusqu'au podium en fauteuil roulant avec six points de suture à la jambe tandis que Turcotte, coupé au niveau de la fesse, ne peut plus s'asseoir pendant quelques jours. Bradbury reçoit sa médaille sous les huées du public.

#### 1 500 mètres

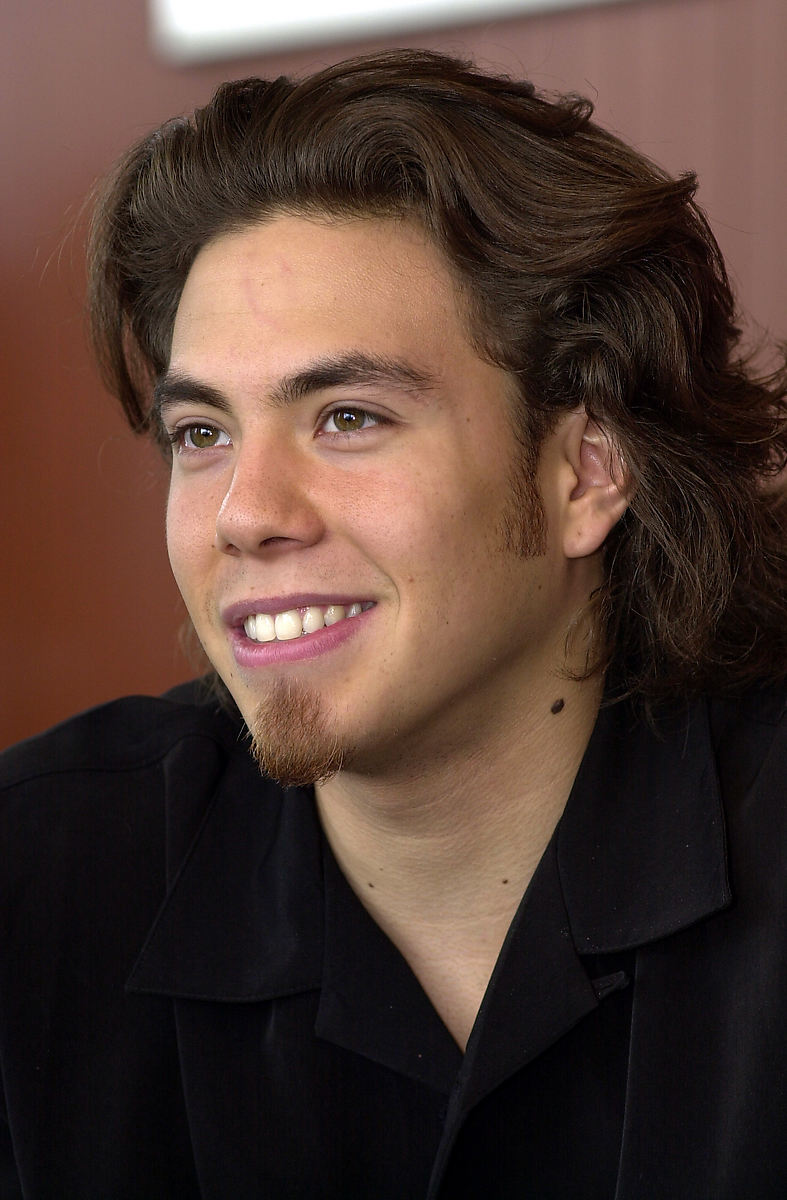
Apolo Anton Ohno en 2002.

Au 1 500 mètres, comme chez les femmes, le système de qualification est un peu différent de celui des autres distances : en effet, plutôt que les deux premières de chaque distance, ce sont les trois premières qui passent des séries éliminatoires à la demi-finale, puis les deux premières de chacune des trois demi-finales qui passent en finale A, tandis que la troisième et la quatrième de chaque course passe en finale B et que la cinquième et la sixième sont éliminées de la compétition. Le record du monde est jusque-là détenu par Apolo Anton Ohno en 2 min 13 s 728.
Dans la première course, Ahn Hyun-soo se qualifie devant Bruno Loscos et Satoru Terao. La deuxième course revient à Fabio Carta devant Apolo Anton Ohno et le vétéran Nicky Gooch, qui a participé à tous les Jeux olympiques depuis son accession au statut de sport de démonstration en 1988. Rusty Smith remporte la course suivante et passe en quarts de finale avec Li Jiajun et Martin Johansson. Les six coureurs de la quatrième manche arrivent à moins d'une seconde d'écart : les qualifiés sont Kim Dong-sung, André Hartwig d'Allemagne et Steven Bradbury. Dans la course suivante, Guo Wei fait le temps le plus rapide de la série et fixe donc le premier record olympique du 1 500 mètres en 2 min 18 s 846, s'assurant une place en demi-finale aux côtés de Nicola Rodigari et Miroslav Boiadjiev, de Bulgarie, tandis que Jonathan Guilmette est disqualifié pour faute. Enfin, dans la dernière course, le Belge Simon van Vossel est disqualifié pour faute et laisse la place à Marc Gagnon, au Néerlandais Cees Juffermans et au Français Grégory Durand.
Sans grande surprise, puisqu'il s'agissait d'un premier record olympique, le record est battu dans la première demi-finale de la distance en 2 min 15 s 942 par Kim Dong-sung, qui passe en finale devant Bruno Loscos, tandis que Satoru Terao est disqualifié pour faute. Rusty Smith et Miroslav Boiadjiev se qualifient pour la finale B. Dans la deuxième course, Fabio Carta et Apolo Anton Ohno se qualifient en finale A, Guo Wei et Steven Bradbury en finale B. Enfin, la troisième course voit la disqualification de Ahn Hyun-soo, qui a fait tomber Grégory Durand, et la qualification de Li Jiajun et Marc Gagnon ; Cees Juffermans et Martin Johansson passent en finale B.
La finale A se court donc entre Apolo Anton Ohno, Li Jiajun, Marc Gagnon, Fabio Carta, Bruno Loscos et Kim Dong-sung. Kim Dong-sung remporte la course mais est disqualifié par le juge-arbitre James Hewish pour avoir gêné Apolo Anton Ohno qui tentait de le dépasser par l'intérieur. L'équipe nationale coréenne effectue immédiatement une réclamation, rejetée par Hewish. Le reproche fait à Hewish est d'avoir disqualifié Kim en jugeant que Ohno, qui a fait un geste de protestation, a été gêné dans son dépassement alors que l'action elle-même est tout à fait autorisée par les règlements ; Fabio Carta, arrivé quatrième, soutient la réclamation sud-coréenne. Le podium officiel revient dans l'ordre à Apolo Anton Ohno, Li Jiajun et Marc Gagnon.
En deux jours, les comités olympiques américain et international reçoivent plus de 16 000 emails de protestation de spectateurs coréens. Le porte-parole du Comité olympique des États-Unis, Mike Moran, les qualifie d'« agressifs et obscènes ». Le nombre d'emails et de visites forcent le comité olympique américain à fermer son site pendant plusieurs heures, alors que le site du Comité international olympique est saturé pendant près de 12 h. Ohno reçoit lui aussi de nombreuses menaces qui lui feront ensuite rater plusieurs compétitions internationales sur le sol coréen par souci de sécurité.
Les responsables de la délégation olympique de Corée du Sud affirment envisager une action en justice contre Hewish si Kim Dong-sung ne retrouve pas sa médaille d'or ou, a minima, si Ohno et Kim ne sont pas déclarés doubles vainqueurs de l'épreuve. Un responsable du Comité olympique sud-coréen affirme que la délégation coréenne compte boycotter la cérémonie de clôture des Jeux olympiques si Kim n'est pas dédommagé. Le boycott de la cérémonie n'a finalement pas lieu, bien qu'aucune mesure n'ait été prise pour corriger la disqualification de Kim. À son retour à l'aéroport de Séoul, Kim reçoit une réplique de la médaille d'or olympique de la part du gouverneur local, financée par une collecte de fonds. Le sponsor principal de l'équipe nationale de short-track annonce quant à lui qu'il couvrira la prime de 36 000 dollars promise aux champions olympiques.

#### Relais
Dans la première demi-finale, les Canadiens (Eric Bédard, Marc Gagnon, François-Louis Tremblay et Mathieu Turcotte) se qualifient avec un nouveau record olympique de 6 min 45 s 455 devant l'équipe chinoise (Li Jiajun, Feng Kai, Guo Wei et An Yulong). Les équipes japonaise et belge sont, quant à elles, éliminées.
Dans la deuxième demi-finale, toutes les équipes tombent à la fin de la course à l'exception de l'équipe australienne, qui franchit donc la ligne de qualification en tête. James Hewish annule les résultats de la manche, qui doit être à nouveau courue. Dans le deuxième essai, les Américains (Ron Biondo, Rusty Smith, Apolo Ohno et Dave Weinstein) se qualifient devant les Italiens (Nicola Franceschina, Nicola Rodigari, Fabio Carta et Michele Antonioli), éliminant les Australiens tandis que les Coréens sont disqualifiés pour faute.
En finale du relais olympique, l'équipe canadienne remporte l'or. L'argent revient à l'Italie, qui franchit la ligne d'arrivée plus de cinq secondes plus tard, et le bronze à la Chine, encore plusieurs secondes plus tard. Enfin, les Américains finissent au pied du podium après une chute de Rusty Smith à 26 tours de l'arrivée.

## Podiums

### Hommes
| Épreuve                    | Or                                                                                         | Argent                                                                                    | Bronze                                           |
| -------------------------- | ------------------------------------------------------------------------------------------ | ----------------------------------------------------------------------------------------- | ------------------------------------------------ |
| 500 mètres hommes          | Marc Gagnon                                                                                | Jonathan Guilmette                                                                        | Rusty Smith                                      |
| 1 000 mètres hommes        | Steven Bradbury                                                                            | Apolo Ohno                                                                                | Mathieu Turcotte                                 |
| 1 500 mètres hommes        | Apolo Ohno                                                                                 | Li Jiajun                                                                                 | Marc Gagnon                                      |
| Relais 5 000 mètres hommes | Canada Jonathan Guilmette Marc Gagnon François-Louis Tremblay Mathieu Turcotte Éric Bédard | Italie Nicola Franceschina Nicola Rodigari Fabio Carta Maurizio Carnino Michele Antonioli | Chine Li Jiajun Feng Kai Guo Wei Li Ye An Yulong |

### Femmes
| Épreuve                    | Or                                                                  | Argent                                                   | Bronze                                                                                 |
| -------------------------- | ------------------------------------------------------------------- | -------------------------------------------------------- | -------------------------------------------------------------------------------------- |
| 500 mètres femmes          | Yang Yang (A)                                                       | Evgenia Radanova                                         | Wang Chunlu                                                                            |
| 1 000 mètres femmes        | Yang Yang (A)                                                       | Ko Gi-hyun                                               | Yang Yang (S)                                                                          |
| 1 500 mètres femmes        | Ko Gi-hyun                                                          | Choi Eun-kyung                                           | Evgenia Radanova                                                                       |
| Relais 3 000 mètres femmes | Corée du Sud Choi Eun-kyung Choi Min-kyung Park Hye-won Joo Min-jin | Chine Yang Yang (A) Yang Yang (S) Sun Dandan Wang Chunlu | Canada Isabelle Charest Alanna Kraus Amélie Goulet-Nadon Marie-Ève Drolet Tania Vicent |

## Médailles
| Place | Nation       |   |   |   | Total |
| ----- | ------------ | - | - | - | ----- |
| 1er   | Chine        | 2 | 2 | 3 | 7     |
| 2e    | Corée du Sud | 2 | 2 | 0 | 4     |
| 3e    | Canada       | 2 | 1 | 3 | 6     |
| 4e    | États-Unis   | 1 | 1 | 1 | 3     |
| 5e    | Australie    | 1 | 0 | 0 | 1     |
| 6e    | Bulgarie     | 0 | 1 | 1 | 2     |
| 7e    | Italie       | 0 | 1 | 0 | 1     |

## Postérité

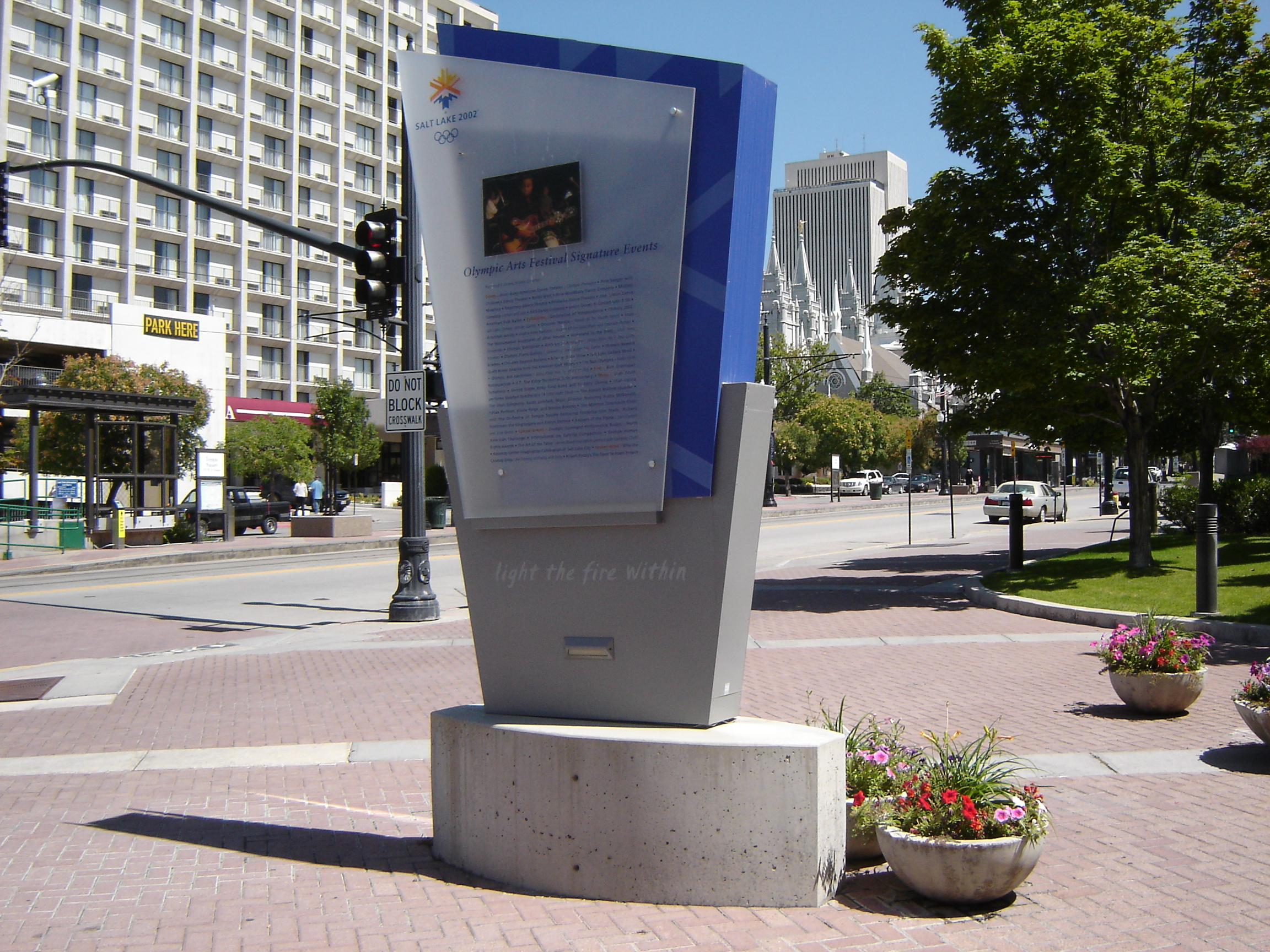
Un panneau rappelant l'histoire des Jeux olympiques de 2002 à Salt Lake City.

### Affluence et couverture médiatique
Les épreuves de patinage de vitesse sur piste courte font salle comble et accueillent un total de 59 878 spectateurs sur l'ensemble des Jeux, avec un maximum atteint le 23 février pour 15 012 spectateurs. La moyenne par jour de visiteurs est de 14 970.
La victoire de Steven Bradbury au 1 000 mètres devient un phénomène médiatisé pendant les Jeux olympiques de 2002, puis en rétrospective avant chaque édition des Jeux olympiques. L'expression « faire une Bradbury » intègre le vocabulaire quotidien des Australiens ; l'histoire retient sa victoire, mais rarement le fait qu'il ait été un des meilleurs patineurs au monde pendant plusieurs années avant les Jeux.

### Réutilisation des infrastructures
L'équipement technologique utilisé pendant les Jeux pour l'arbitrage vidéo, le chronométrage et la photo-finish est offert à l'Ice Arena pour des compétitions futures.
Après les Jeux olympiques de 2002, la Vivint Smart Home Arena reprend son utilisation classique, à savoir être le lieu principal d'entraînement des équipes régionales de basket-ball.